# Zagorje (gmina Kozje)
Zagorje – wieś w Słowenii, w gminie Kozje. W 2018 roku liczyła 177 mieszkańców.